# Stamnodes substrigata
Stamnodes substrigata är en fjärilsart som beskrevs av Paul Dognin 1923. Stamnodes substrigata ingår i släktet Stamnodes och familjen mätare. Inga underarter finns listade i Catalogue of Life.